# Seljani (Czarnogóra)
Seljani (cyr. Сељани) – wieś w Czarnogórze, w gminie Plužine. W 2011 roku liczyła 40 mieszkańców.